# 蒂爾登 (密西西比州)
蒂爾登（英語：Tilden）是位於美國密西西比州伊塔萬巴縣的非建制地區。

## 歷史
蒂爾登的郵局於1884年設立，其後於1903年停運。

## 地理
蒂爾登所處的海拔為高於海平面137米（即449英呎），而該地所採用的時區為UTC-6，即北美中部時區（CST）。同時該地設有夏令時間，為UTC-6調快一小時，即UTC-5（CDT）。